# Lista de membros de Lynyrd Skynyrd
Aqui se encontra a cronologia completa das várias formações dos Lynyrd Skynyrd, a partir do início do grupo em 1964 até o presente.